# Labidesthes sicculus
Espèce
Statut de conservation UICN

 LC  : Préoccupation mineure
Le crayon d’argent (Labidesthes sicculus) est une espèce de poissons de la famille des Atherinopsidae originaire du continent nord-américain. C’est un petit poisson d’eau douce qui possède la capacité étonnante de pouvoir faire des bonds à la surface pouvant aller jusqu’à 8 fois sa longueur. C’est l’une des deux espèces du genre Labidesthes, on retrouve aussi Labidesthes vanhyningi que l’on observe au sud-est des États-Unis.

## Étymologie et synonyme
Le nom labidesthes provient du grec labidos qui signifie « paire de forceps » et de esthio « manger » en référence à ses mâchoires allongées. Le terme sicculus provient du latin siccus qui signifie « séché » en référence à la découverte d’individus dans des pièces d’eau asséchées.
En français ce poisson s’appelle « Crayon d’argent » et « Brook silverside » en anglais.
On retrouve dans la littérature un synonyme à Labidesthes sicculus (Cope, 1865) : Chirostoma sicculum (Cope, 1865).

## Description

### Morphologie
Le crayon d’argent a un corps mince et allongé.
Il possède 2 nageoires dorsales largement séparées, dont la première a de petites épines et 2 nageoires anales quasiment collées. La première nageoire dorsale et la première nageoire anale débutent au même niveau sur le corps de l’animal.
La nageoire caudale est en forme de V bien marqué.
En termes de chiffres, la nageoire anale est formée de 20 à 27 rayons, 12 à 13 pour les nageoires pectorales, 6 pour les nageoires pelviennes, 9 à 13 pour la seconde nageoire dorsale et enfin 3 à 8 épines sur la première nageoire dorsale.
La ligne latérale du crayon d’argent est formée de 74 à 91 écailles.
On retrouve entre 24 et 29 branchiospines (épines branchiales) sur chaque arc branchial.
L’élément le plus spécifique et représentatif du crayon d’argent est sa bouche. En effet, les mâchoires forment un bec court, qui une fois ouvert a la forme d’une paire de forceps.

### Taille
La taille moyenne de Labidesthes sicculus est de 84 mm LT (Longueur Totale : de la bouche au bout de la queue) mais on peut trouver des crayons d’argent ayant une taille allant jusqu’à 130 mm LT au maximum.
Le ratio tube digestif/longueur totale est de 0,5.

### Couleur
Le crayon d’argent est quasiment transparent, avec une pâle coloration olivâtre sur le dos. Les écailles dorsales possèdent des mélanophores qui créent un fin motif réticulé. On observe en dessous de la coloration vert olive une fine bande noire allant de l’opercule jusqu’au pédoncule caudal. En dessous, on retrouve une bande argentée de plus en plus large qui est souvent soulignée de pigments noirs.
Les flancs, les opercules et le dessous de la tête sont blanc argenté avec des tâches irisées bleu-vert. La face inférieure de la mâchoire du bas est noire.
Les poissons matures peuvent avoir une coloration jaune-orangé des nageoires, ainsi que le « museau » rouge.

## Habitats, répartition et conservation
Le crayon d’argent affectionne les températures des zones subtropicales, allant de 5 à 20 °C.
Ce poisson se retrouve dans les étangs, les lacs et les zones calmes (criques, méandres,…) des ruisseaux et des rivières petites à grandes.
C’est un poisson pélagique, abondant près de la surface (à 10 ou 12 cm), dans des eaux claires voire quelquefois dans la végétation.
Le crayon d’argent est originaire du bassin du Saint-Laurent dans la région des Grands Lacs (Canada). On le retrouve au Québec, le long du Saint-Laurent à Trois-Rivières et au sud de Montréal, ainsi que dans les Grands Lacs. Il est aussi observable dans l’est des États-Unis, le long du Mississippi. Il a été introduit au Texas où il est en voie de disparition.
Il n’y a pas de programme de surveillance du crayon d’argent, mais il n’est pas considéré comme étant en danger. Il est en voie d’extinction au Texas, mais il y a été introduit. En revanche, il n’est pas en voie de disparition dans ses habitats naturels, la population y reste stable.

## Biologie

### Régime alimentaire
Il est planctivore et invertivore. Son régime alimentaire se compose principalement de plancton, particulièrement de cladocères et de copépodes. Des larves ou des pupes aquatiques d’insectes (en particulier de moucherons) sont aussi consommées. Les juvéniles mangent principalement des microcrustacés, et passent à des insectes lorsqu’ils grandissent.

### Reproduction
La saison de frai a lieu de mi-juin à début août, lorsque la température de l’eau remonte aux alentours de 20 °C.
Le mâle et la femelle nagent alignés, le mâle poursuivant la femelle. La poursuite a lieu à grande vitesse, avec de nombreux bonds à la surface. Puis la femelle s’arrête et le mâle nage à ses côtés, les poissons commencent alors à glisser lentement vers le bas avec des contacts répétés entre les faces ventrales. Il semblerait que la fertilisation soit interne, les œufs se développant au sein de l’ovaire de la femelle.
Les œufs fécondés sont déposés sur des plantes ou, si ce n’est pas possible, sur des graviers, des rochers ou des branches mortes. Les œufs sont attachés par de longs filaments.

### Développement et migration
Juste après l’éclosion, les larves s’éloignent de la rive et « apprennent » la nage active juste sous la surface. Lorsqu’elles atteignent 14 mm, les larves entrent dans un cycle de migration : elles migrent vers la rive pendant la nuit et s’en éloignent à l’aube.

## Intérêt économique et environnemental
Le crayon d’argent ne présente pas d’intérêt économique, il n’est donc pas pêché.
Du point de vue environnemental, Labidesthes sicculus fait partie d’une chaîne trophique, en ingérant des insectes et microcrustacés, et en servant de proie à des poissons carnassiers, mais son rôle reste encore à déterminer précisément.

## Similitudes avec d’autres espèces
Labidesthes sicculus a une espèce qui lui est très similaire : Menidia beryllina. En effet, celle-ci montre à la fois une morphologie presque identique où la seule grosse différence est la bouche, mais sa place dans la chaîne trophique est elle aussi identique, si bien que lorsque cette espèce est présente, on observe une décroissance du stock de crayons d’argent, jusqu’à la disparition totale de celui-ci.